# II. Lajos türingiai gróf
II. (Ugró) Lajos (latinul: Ludovicus Saliens), (1042 – 1123. május 6.) türingiai gróf 1056-tól haláláig.

## Élete
Szakállas Lajos türing gróf fiaként született. 1075-ben részt vett a szászok IV. Henrik német-római császár elleni felkelésében, amiért később Giebichenstein várába zárták. A sziklavárból a monda szerint két évi fogság után egy merész ugrással szabadult ki. (Mások a melléknevét [Saliens] a száli [frank] nemzetségtől származtatják, melyből Lajos is származott. 1087-ben feleségül vette Adelheidet, III. Frigyes pfalzi grófnak az özvegyét, annak dacára, hogy többen Adelheidet III. Frigyes meggyilkoltatásával vádolták.
Lajos 1112-ben újra csatlakozott a szász főurak felkeléséhez, de már 1113-ban megadta magát, így V. Henrik német-római császár 1114-ben börtönbe tudta zárni. Fiai később a császárnak egyik elfogott vezére, Meisseni Henrik ellenében cserélték ki. Lajos hosszú uralkodása után szerzetesként fejezte be életét Reinhardsbrunnban, az általa alapított kolostorban. Utóda fia, (III.) I. Lajos lett.

## Lásd még
- Türingia uralkodóinak listája

| Előző uralkodó: I. Lajos | Türingia tartománygrófja 1056 – 1123 | Következő uralkodó: (III.) I. Lajos |